# Classe H
A Classe H foi uma série de propostas de couraçados planejados para a Kriegsmarine que tinham a intenção de cumprir os requerimentos de rearmamento do Plano Z. O primeiro projeto foi o chamado H-39 e previa seis navios que seriam, essencialmente, versões ampliadas da predecessora Classe Bismarck, mas armados com canhões de 406 milímetros e uma propulsão a diesel. Seguiu-se o projeto H-41, que aumentou a bateria principal para 420 milímetros e reforçou a blindagem do convés. Os subsequentes H-42 e H-43 aumentaram o armamento ainda mais para 480 milímetros, enquanto o H-44 teria canhões de 508 milímetros. Suas dimensões também variavam enormemente.
Nenhum dos navios propostos chegaram a ser construídos devido ao começo da Segunda Guerra Mundial em setembro de 1939; apenas as duas primeiras embarcações do projeto H-39 tiveram suas construções iniciadas. Os trabalhos que já tinham sido realizados foram paralisados e o aço construído permaneceu no local até novembro de 1941, quando o Alto Comando da Marinha ordenou que fossem desmontados a fim de serem utilizados para outros propósitos. Os contratos dos outros quatro navios do projeto H-39 tinham sido acertados, porém nenhum trabalho chegou a ser feito antes de serem cancelados. Nenhum dos outros projetos progrediu além das fases iniciais de planejamento.

## Desenvolvimento H-39
Os primeiros estudos de projeto para o "Couraçado H" datam de 1935 e eram quase repetições dos projetos iniciais desenvolvidos para o que se tornaria a Classe Bismarck, então armados com canhões de 350 milímetros. A inteligência indicou que a Frota Naval Militar Soviética estava planejando armar seus couraçados da Classe Sovetsky Soyuz com canhões de 380 milímetros, fazendo com que os alemães aumentassem suas armas para o mesmo tamanho em 5 de outubro de 1936. O Alto Comando da Marinha emitiu diretrizes no final de outubro para um navio de 36 mil toneladas, armado com oito canhões de 380 milímetros e capaz de alcançar velocidade de trinta nós (56 quilômetros por hora). A autonomia da embarcação seria pelo menos igual à dos cruzadores pesados da Classe Deutschland.
O projeto que seria designado como H-39 começou em 1937. A equipe de projeto foi instruída a melhorar o projeto da Classe Bismarck, com um dos requisitos sendo uma bateria principal grande a fim de derrotar qualquer couraçado de uma adversário em potencial. O Japão tinha se recusado a ratificar o Segundo Tratado Naval de Londres em abril de 1936, o que acionou a chamada "cláusula do escalonamento", que permitia que seus signatários armassem seus couraçados com armas de até 406 milímetros. A Marinha dos Estados Unidos anunciou pouco depois que iria armar sua nova Classe North Carolina com os canhões desse tamanho. A Alemanha era considerada parte de outros tratados internacionais de limitação de armamentos navais por virtude do Acordo Naval Anglo-Germânico de 1935.
O almirante Werner Fuchs, responsável pela seção do Alto Comando que determinou os requisitos operacionais dos navios, discutiu o projeto com o ditador Adolf Hitler. Este exigiu armas maiores do que as embarcações de qualquer adversário em potencial, porém os canhões do tamanho desejados por Hitler necessitariam de um deslocamento de mais de 81 mil toneladas e calados tão profundos que impediriam o uso de qualquer porto alemão sem que uma dragagem considerável ocorresse primeiro. Fuchs conseguiu convencer Hitler de que canhões de 406 milímetros eram a melhor escolha para o projeto H-39. O Alto Comando desenvolveu em 1938 o Plano Z, um programa de construção para a Kriegsmarine. Uma força de seis couraçados H-39 seriam as peças centrais da frota. O Plano Z foi finalizado em janeiro de 1939 e o grande almirante Erich Raeder, o comandante da marinha, o apresentou a Hitler. Este aprovou o plano em 18 de janeiro e concedeu à Kriegsmarine poder ilimitado para realizar o programa de construção.
Apenas quatro estaleiros na Alemanha tinham rampas de lançamento grandes o bastante. O Alto Comando emitiu ordens em 14 de abril de 1939 para a construção dos dois primeiros navios, "H" e "J". Os contratos para os outros quatro, "K", "L", "M" e "N", veio em 25 de maio. Os batimentos de quilha do "H" e "J" ocorreram na Blohm & Voss em Hamburgo e na Deschimag em Bremen em 15 de julho e 1º de setembro, respectivamente. O início da Segunda Guerra Mundial em setembro de 1939 interrompeu as construções. Os trabalhos foram suspensos e os outros quatro nunca tiveram suas obras iniciadas, já que acreditava-se que não ficariam prontos antes do fim do conflito. A quilha do "H" tinha oitocentas toneladas de aço instalado e 3,5 mil toneladas produzidas das 5,8 mil toneladas entregues para a Blohm & Voss até aquele momento. Apenas quarenta toneladas tinham sido trabalhadas na quilha do "J" das 3,5 mil toneladas entregues para a Deschimag. Aço para as outras quatro embarcações já tinham sido encomendos e parcialmente produzidos. Era esperando que os trabalhos recomeçassem após a vitória da Alemanha.
Os navios nunca foram nomeados e propostas oficiais também nunca foram publicadas. Nomes que apareceram em algumas publicações incluem Hindenburg, Friedrich der Grosse e Grossdeutschland, porém são puras especulações. O muito mencionado Grossdeutschland ("Grande Alemanha") é especialmente muito improvável, pois Hitler sempre temeu a perda de uma embarcação com o nome da Alemanha; isto, inclusive, levou à mudança de nome do cruzador pesado Deutschland para Lützow. Os únicos indícios de nomes foram dados pelo próprio Hitler, que os mencionou durante conversas não oficiais, propondo Hutten e Berlichingen, já que estes eram nomes que não estavam conectados com pessoas do governo ou ao próprio país, assim uma possível perda não teria um significativo impacto psicológico e propagandístico negativo no povo alemão.

### Características

#### Propulsão
O projeto H-39 teria 266 metros de comprimento da linha de flutuação e 277,8 metros de comprimento de fora a fora. A boca teria 37 metros e o calado foi projetado para ter dez metros com um deslocamento de 56 444 toneladas. Seu deslocamento padrão seria de 53,4 mil toneladas, o que reduziria o calado para 9,6 metros. O deslocamento carregado seria de 63,6 mil toneladas, aumentando o calado para 11,2 metros. O casco seria construído a partir de armações de aço transversais e longitudinais, com soldagem sendo empregada em mais de noventa por cento das obras. O casco conteria 21 compartimentos estanques e um fundo duplo que correria por 89 por cento do comprimento da quilha. Quatro quilhas de sentina seriam instaladas a fim de melhorar a estabilidade. A tripulação das embarcações foi estimada em 2,6 mil oficiais e marinheiros.
O sistema de propulsão dos navios seria formada por doze motores a diesel MAN de dois tempos de ação dupla com nove cilindros divididos. Estes motores seriam dispostos em grupos de quatro em três eixos, cada um girando uma hélice tripla de 4,8 metros de diâmetro. Quatro caldeiras auxiliares também seriam instaladas para proporcionarem energia de reserva; duas seriam alimentadas por óleo combustível e ficariam localizadas entre as salas de transmissão centrais. As outras duas tinham a intenção de serem caldeiras a exaustão de gás que ficariam acima das outras. Esse sistema de propulsão teria uma potência indicada de 165 mil cavalos-vapor (123 mil quilowatts) e 256 rotações por minuto, proporcionando uma velocidade máxima de trinta nós (56 quilômetros por hora). As embarcações poderiam carregar até 8,7 mil toneladas de diesel, permitindo assim uma autonomia de sete mil milhas náuticas (treze mil quilômetros) a 28 nós (52 quilômetros por hora) ou 19,2 mil milhas náuticas (35,6 mil quilômetros) a dezenove nós (35 quilômetros por hora). O projeto teria um único leme principal a ré da hélice central e dois lemes laterais menores. A energia elétrica seria produzida por oito geradores a diesel de 920 quilowatts em corrente contínua a 230 volts e outros quatro geradores a diesel de 460 quilowatts em corrente alternada a 110 volts, totalizando 9,2 mil quilowatts.

#### Armamento

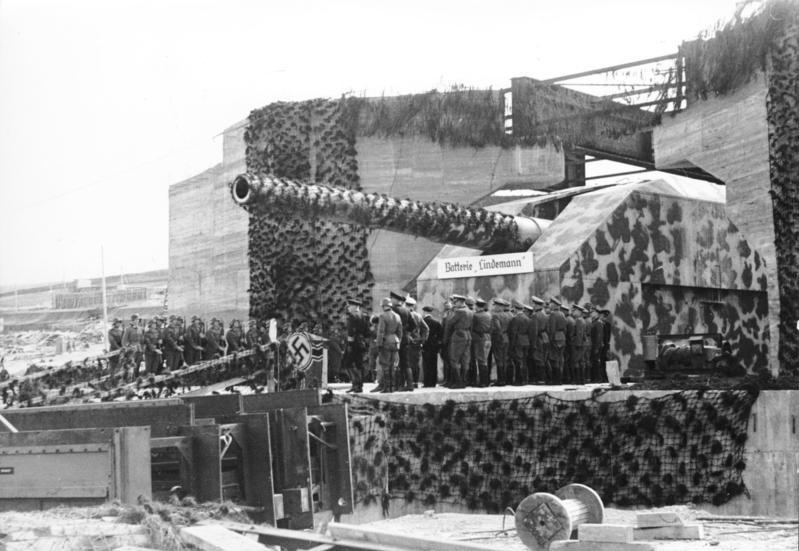
Um dos canhões de 406 milímetros instalado na Bateria Lindemann

A bateria principal consistiria em oito canhões SK C/34 calibre 52 de 406 milímetros em quatro torres de artilharia duplas. Eles disparariam projéteis de uma tonelada a uma velocidade de saída de 810 metros por segundo, com cada arma tendo a sua disposição 120 projéteis para um total de 960. Os canhões usariam um bloco de culatra corrediço, como era comum em armas navais alemãs da época. Cada culatra seria selada com um cartucho de latão de 91 quilogramas que conteria 128 quilogramas de carga propelente. Uma carga inicial de 134 quilogramas suplementaria a carga principal. As torres poderiam chegar até uma elevação de trinta graus, permitindo um alcance máximo de 36,4 quilômetros. Esperava-se que a cadência de tiro fosse de dois disparos por minuto. Nunca foi especificado o radar de controle de disparo, porém presumisse que os navios seriam equipados com um arranjo similar ao que foi instalado em 1943–44 no couraçado Tirpitz. Vários dos canhões de 406 milímetros foram construídos antes da paralisação das obras e acabaram posteriormente empregados como canhões costeiros, incluindo na Bateria Lindemann na França.
A bateria secundária seria composta por doze canhões C28 calibre 55 de 149 milímetros em seis torres de artilharia duplas. Esta era a mesma composição das baterias secundárias instaladas nos couraçados da Classes Scharnhorst e Classe Bismarck. Estas torres permitiam uma elevação de até quarenta graus para um alcance máximo de 23 quilômetros. Elas disparavam projéteis de 43,3 quilogramas a uma velocidade de saída de 875 metros por segundo, com a intenção principal sendo que fossem usadas contra alvos de superfície. As embarcações também seriam armadas com seis tubos de torpedos de 533 milímetros, todos submersos abaixo da linha de flutuação. Estes tubos estariam localizados na proa e divergiriam da linha central do navio em dez graus.
A defesa antiaérea pesada consistiria em dezesseis canhões C33 Flak calibre 65 de 105 milímetros. Diferentemente das armas instaladas na Classe Scharnhorst e Classe Bismarck, estas ficariam em torres blindadas com o objetivo de proteger seus artilheiros de estilhaços e metralhadas de aeronaves inimigas. Essas novas torres também teriam uma velocidade de rotação e elevação muito maiores do que as montagens abertas anteriores. A defesa antiaérea leve teria em uma bateria de dezesseis canhões C33 calibre 83 de 37 milímetros e 24 canhões C38 de 20 milímetros. As armas de 37 milímetros estariam em oito montagens duplas, enquanto as de 20 milímetros ficariam em seis montagens quádruplas. Os canhões de 37 milímetros ficariam agrupados próximos uns dos outros a meia-nau e compartilhariam um único guindaste de munição. Os historiadores William H. Garzke Robert O. Dulin comentaram que a bateria antiaérea como projetada seria muito fraca para defender as embarcações das aeronaves de alta performance que entraram em serviço no final da década de 1930 e começo da de 1940, especulando que elas "seriam aprimoradas antes dos navios serem completados".

#### Blindagem
A equipe de projeto imaginou que os navios da Classe H lutariam a uma distância relativamente curta, assim selecionaram o mesmo esquema de blindagem usado em couraçados alemães desde a Classe Nassau de 1907. O cinturão lateral seria vertical e preso diretamente no casco, diferentemente da blindagem inclinada colocada por dentro da parede lateral usada por norte-americanos e franceses. O cinturão seria composto por aço cimentado Krupp e teria trezentos milímetros de espessura à meia-nau, cobrindo depósitos de munição e maquinários. Reduziria-se para 220 milímetros nas extremidades, enquanto a popa e a proa ficariam desprotegidas. O cinturão lateral superior teria 145 milímetros de espessura. A Kriegsmarine não preservou estimativas oficiais da zona de imunidade, porém Garzke e Dulin criaram uma baseada na performance de um canhão norte-americano de 406 milímetros disparando um projétil de pouco mais de uma tonelada. A blindagem dos navios lhes protegeriam contra disparos realizados entre onze e 21 quilômetros de distância. A projétil de 406 milímetros poderia penetrar o cinturão lateral superior a qualquer distância, deixando os navios expostos acima da linha de flutuação.
O sistema de proteção subaquático seria bem similar ao empregado na Classe Bismarck. Uma antepara antitorpedo de 45 milímetros de espessura feita de aço Wotan Weich complementaria a blindagem lateral e proporcionaria defesa contra armas subaquáticas. As anteparas seriam colocadas a 5,5 metros de distância do casco, porém esta distância não poderia ser mantida nas laterais das torres de artilharia principais e mais em direção da proa e popa. A distância entre a antepara e a lateral do navio seria reduzida para 3,25 metros nessas áreas, com os projetistas compensando esse espaço reduzido ao aumentar a espessura da antepara para sessenta milímetros.
Dois conveses blindados feitos de aço Woltan Hart protegeriam as embarcações de disparos em mergulho e armas aéreas. O convés superior teria oitenta milímetros acima dos depósitos de munição e cinquenta milímetros acima das salas de maquinas. O convés blindado principal teria entre cem e 120 milímetros, mas essa espessura aumentaria nas seções inclinadas externas a fim de aumentar a proteção sobre as partes vitais. Essa espessura seria de 150 milímetros sobre os depósitos de munição, enquanto sobre as salas de máquinas seria de 120 milímetros. Os projetistas optaram por colocar uma proa relativamente bem blindada por preocupações sobre o destino do cruzador de batalha SMS Lützow na Batalha da Jutlândia em 1916. Um cinturão contra estilhaços protegeria a proa e teria entre sessenta a 150 milímetros de espessura. Foi pensado que acertos diretos causariam danos localizados que poderiam ser melhor isolados do que danos causados por estilhaços, que poderiam causar grandes inundações.
Os torres de artilharia principais seriam blindadas com frentes de 385 milímetros de espessura, laterais de 240 milímetros e tetos de 130 milímetros. A parte de traz das torres teria uma blindagem 325 milímetros. Esta proteção traseira adicional oferecida pela espessura maior também tinha o objetivo de alter o centro de gravidade da torre para ré, o que ajudaria a equilibrá-la e melhoraria sua operação. As barbetas sobre as quais as torres ficariam seriam blindadas com 365 milímetros de aço endurecido acima do convés blindado superior, enquanto abaixo teriam 240 milímetros de aço não-cimentado. As torres de artilharia dos canhões de 149 milímetros teriam uma blindagem frontal de cem milímetros, laterais de quarenta milímetros e tetos de 35 milímetros. Suas barbetas teriam uma proteção de oitenta milímetros. As montagens dos canhões de 105 milímetros seriam blindadas com escudos frontais de vinte milímetros. A torre de comando teria laterais de 350 milímetros de aço cimentado Krupp e teto de duzentos milímetros feito de aço não-cimentado. A torre de comando de ré teria laterais e teto de cem milímetros, feitos de aço cimentado Kurpp e aço não-cimentado, respectivamente.

## Crescimento dos projetos
Hitler ordenou no início de julho de 1940 que a Kriegsmarine examinasse novos projetos e como as experiências de guerra poderiam ser incorporadas. Um estudo foi completado no dia 15 e continha recomendações para a Classe H, incluindo o aumento da borda livre e fortalecimento da proteção horizontal. A equipe de projeto criou um desenho informal, o "Esquema A", para que o deslocamento e velocidade fossem mantidos e acomodassem o aumento de peso e blindagem. Ele removeria uma das torres de artilharia principais para equilibrar o peso, enquanto o sistema de propulsão teria sua potência aumentada para que a velocidade fosse mantida. O sistema a diesel foi substituído por um arranjo híbrido de diesel e turbina a vapor. A equipe também preparou um segundo projeto, "Esquema B", que mantinha a quarta torre de artilharia e aceitava um deslocamento muito maior. Este também incorporava o sistema de propulsão misto. Estes estudos foram abandonados em 1941 quando Hitler decidiu paralisar a construção de couraçados até o final da guerra. A equipe assim tentou melhorar a blindagem. Os projetos de 1940 não fazem parte dos projetos que resultaram nos estudos H-41 até o H-44.

### H-41
O couraçado Scharnhorst foi danificado por bombas em julho de 1941, com isto servindo de ímpeto para o aumento na proteção horizontal da Classe H. Os projetistas confrontaram-se com um problema significativo: qualquer aumento na blindagem poderia corresponder a um aumento no deslocamento e, mais importante, ao calado. Era necessário manter 11,5 metros de calado devido ao relativamente raso Mar do Norte. A única opção que permitiria que o deslocamento fosse mantido mesmo com um aumento na blindagem era reduzir os suprimentos de combustível. Um corte de 25 por cento era necessário, porém foi considerado inaceitável pelo Alto Comando. Foi depois determinado que um aumento no calado era aceitável já que pontos de ancoragem mais profundos no Oceano Atlântico estavam disponíveis. O novo projeto inicialmente teria um aumento de apenas 5,1 mil toneladas, quarenta por cento das quais eram blindagem de convés adicional, com o resto sendo do aumento do tamanho da bateria principal.
Uma das mudanças mais significativas foi a decisão de mudar os canhões de 406 milímetros para 420 milímetros. Os projetistas determinaram que modificações nos guindastes e equipamentos de carga das munições podiam ser realizadas facilmente e que as torres originais podiam ser mantidas. O Alto Comando sabia que os britânicos tinham escolhido uma bateria principal de 406 milímetros para a sua Classe Lion, assim as armas de 420 milímetros do projeto H-41 teriam vantagem sobre esses adversários. O resto dos armamentos permaneceram inalterados, com a exceção de um aumento no número das armas antiaéreas de vinte milímetros, que agora chegariam em 34.
Os conveses blindados foram fortalecidos, com a espessura máxima passando para duzentos milímetros, enquanto a blindagem inclinada das extremidades passou para 175 milímetros. Experiências com a Classe Scharnhorst indicaram que o sistema antitorpedo não era suficientemente forte para proteger o projeto H-39 de danos subaquáticos, assim boca foi aumentada nas extremidades da cidadela blindada a fim de permitir uma distância maior entre a lateral da parede e as anteparas antitorpedo. A  antepara antitorpedo na seção da popa também foi fortalecida estruturalmente para que detivesse melhor uma explosão subaquática. O número de compartimentos estanques foi aumentado de 21 para 22. Um fundo triplo também foi incluído, a primeira vez que isso seria usado em um navio de guerra alemão. A perda do couraçado Bismarck em maio de 1941 também influenciou o projeto, com duas extensões do casco sendo adicionados nos eixos das hélices internas com o objetivo de protegê-los e aumentar o suporte da popa enquanto estivessem em uma doca seca. O sistema do leme também foi redesenhado com cargas explosivas para que os lemes pudessem ser separados caso emperrassem.
O novo projeto, designado como "H-41", tinha 275 metros de comprimento da linha de flutuação e 282 metros de comprimento de fora a fora, com uma boca de 39 metros e um calado de até 12,2 metros em um deslocamento carregado de aproximadamente 76 mil toneladas. O pesou aumentou ao mesmo tempo que a propulsão manteve-se a mesma, o que consequentemente reduziu a velocidade máxima para 28,8 nós (53,3 quilômetros por hora). Entretanto, os construtores navais ainda não estavam satisfeitos com o sistema de proteção antitorpedo, assim uma série de mudanças acabaram sendo aprovadas por Raeder em 15 de novembro de 1941. Estas incluíram o aumento da profundidade do sistema de 5,5 metros para 6,65 metros, o aumento da boca dos navios para 40,5 metros e uma maior profundidade do casco e borda livre quando em deslocamento carregado. Estas mudanças resultaram em um aumento do deslocamento carregado para 79 mil toneladas e uma velocidade máxima reduzida ainda mais para 28 nós.
Os trabalhos de detalhamento continuaram até meados de 1942, com o Alto Comando planejando começar as construções de seis a nove meses depois do fim da guerra, inicialmente nos estaleiros da Blohm & Voss e Deutsche Werke em Kiel. A Deschimag, que originalmente tinha ficado com o contrato de "J", não podia mais ser usada por causa do aumento do calado, que impediria a passagem da embarcação pelas águas rasas do rio Weser. O trabalho poderia ser realizado na Kriegsmarinewerft Wilhelmshaven depois da finalização de uma doca maior. O aumento do tamanho dos navios também teria alongado o tempo de construção de quatro para cinco anos.

### H-42 a H-44
Albert Speer foi nomeado Ministro dos Armamentos e Munições em 8 de fevereiro de 1942 e este posto também lhe deu influência sobre os programas de construção da Kriegsmarine. Ele transferiu alguns membros da equipe de projeto da Classe H para trabalharem em novos u-boots e em outras tarefas consideradas mais essenciais para o esforço de guerra. Foi criada a Comissão de Construção de Novos Navios, que tinha a intenção de servir de ligação entre Speer e o Alto Comando, sendo colocada sob a direção do vice-almirante Karl Topp. O grupo ficou responsável pelo resultante projeto H-42 e também seus posteriores. O Escritório de Construção do Alto Comando formalmente concluiu em agosto de 1942 seus trabalhos em novos couraçados com o projeto H-41, não tendo desempenhado mais nenhuma função nos desenvolvimentos seguintes.
Hitler, depois da finalização do projeto H-41, emitiu um pedido por um couraçado ainda maior e não colocou restrições sobre o tamanho das armas ou deslocamento. As únicas exigências eram uma velocidade de trinta nós, proteção horizontal e subaquática suficiente para proteger a embarcação de todos os ataques e uma bateria principal devidamente equilibrada com o tamanho do navio. Os resultados foram apenas estudos de projetos que tinham a intenção de determinar o tamanho de um navio com blindagem suficiente para resistir ao poder cada vez maior das bombas usadas pelos Aliados. A Comissão de Construção de Novos Navios não discutiu suas atividades com Raeder, seu sucessor o grande almirante Karl Dönitz ou com outros ramos do Alto Comando. Os projetos H-42, H-43 e H-44 foram puramente conjecturais e nenhum trabalho real foi iniciado. A Kriegsmarine nunca considerou seriamente a construção de qualquer um dos projetos, que eram tão grandes que não poderiam ser construídos de maneira convencional. O Escritório de Construção do Alto Comando chegou até a tentar se desassociar dos projetos, considerando-os de mérito duvidoso e desnecessários para a vitória alemã.
O projeto H-42 teria 305 metros de comprimento entre perpendiculares, boca de 42,8 metros e calado de 11,8 metros, podendo este último chegar a 12,7 metros quando totalmente carregado. O projeto teria um deslocamento projetado de noventa mil toneladas, enquanto o deslocamento carregado cresceria para 98,1 mil toneladas. As dimensões para o H-43 aumentaram para 330 metros entre perpendiculares, boca de 48 metros e calado de doze metros normalmente e 12,9 metros carregado. O deslocamento projetado seria de 111 mil toneladas e estimados 118 110 toneladas quando carregado. Para o último projeto, o H-44, o comprimento entre perpendiculares seria de 345 metros, boca de 51,5 metros e calado de 12,7 metros normais e até 13,5 metros carregado. Seu deslocamento poderia chegar a 131 mil toneladas ou 141,5 mil toneladas quando totalmente carregado.
Os detalhes sobre os sistemas de propulsão para esses projetos são fragmentários e até contraditórios. Erich Gröner escreveu que "alguns [teriam] motores de propulsão puramente [a diesel], outros [teriam] sistemas de propulsão híbridos motor/turbina", porém não falou o tipo ou desempenho desses sistemas. Garzke e Dulin afirmam que todos os projetos teriam sistemas híbridos de diesel e vapor, cada uma proporcionando 226 mil cavalos-vapor (198 mil quilowatts) para velocidades de 31,9 nós (59,1 quilômetros por hora), 30,9 nós (57,2 quilômetros por hora) e 29,8 nós (55,2 quilômetros por hora) para, respectivamente, H-42, H-43 e H-44. Segundo os dois, os projetos teriam velocidades máximas de 24 nós (44 quilômetros por hora), 23 nós (43 quilômetros por hora) e 22,5 nós (41,7 quilômetros por hora), respectivamente, com turbinas apenas a diesel. Ambas as fontes concordam em em uma autonomia máxima de vinte mil milhas náuticas (37 mil quilômetros) a uma velocidade de dezenove nós (35 quilômetros por hora).
Informações sobre os armamentos são igualmente contraditórios. Ambas as fontes concordam sobre o armamento dos navios H-44, que seria de oito canhões de 508 milímetros. Gröner indicou que os projetos H-42 e H-43 seriam armados com oito canhões de 480 milímetros, porém Garzke e Dulin afirmaram que o projeto H-42 teria mantido as armas de 420 milímetros do projeto H-41 e que H-43 também seria armado com os canhões de 508 milímetros. Ambos concordam que as baterias secundárias em todos os projetos consistiriam de doze canhões calibre 55 de 120 milímetros e dezesseis canhões calibre 65 de 105 milímetros, assim como nos projetos H-39 e H-41, porém há certas incertezas sobre as armas mais leves. Gröner afirmou que os três projetos seriam equipados com 28 canhões antiaéreos de 37 milímetros e quarenta canhões de vinte milímetros, enquanto Garzke e Dulin relataram apenas dezesseis armas de 37 milímetros e as quarenta de vinte apenas para H-43 e H-44, pois o H-42 seria armado exclusivamente com quarenta canhões de vinte milímetros. Ambas as fontes concordam que todas as embarcações teriam seis tubos de torpedo submersos de 533 milímetros.

## Projetos
| Projeto            | H-39                    | H-41                    | H-42                    | H-43                    | H-44                    |
| ------------------ | ----------------------- | ----------------------- | ----------------------- | ----------------------- | ----------------------- |
| Deslocamento       | 56 444 t                | 68 000 t                | 90 000 t                | 111 000 t               | 131 000 t               |
| Comprimento        | 227,8 m                 | 282 m                   | 305 m                   | 330 m                   | 345 m                   |
| Boca               | 37 m                    | 39 m                    | 42,8 m                  | 48 m                    | 51,5 m                  |
| Calado             | 10 m                    | 11,1 m                  | 11,8 m                  | 12 m                    | 12,7 m                  |
| Bateria principal  | 8 × 406 mm              | 8 × 420 mm              | 8 × 480 mm              | 8 × 480 mm              | 8 × 508 mm              |
| Bateria secundária | 12 × 149 mm 16 × 105 mm | 12 × 149 mm 16 × 105 mm | 12 × 149 mm 16 × 105 mm | 12 × 149 mm 16 × 105 mm | 12 × 149 mm 16 × 105 mm |
| Bateria antiaérea  | 16 × 37 mm 12 × 20 mm   | 32 × 37 mm 12 × 20 mm   | 28 × 37 mm 30 × 20 mm   | 28 × 37 mm 30 × 20 mm   | 28 × 37 mm 30 × 20 mm   |
| Torpedos           | 6 × 533 mm              | 6 × 533 mm              | 6 × 533 mm              | 6 × 533 mm              | 6 × 533 mm              |